# Oreodera sericata
Oreodera sericata är en skalbaggsart som beskrevs av Bates 1861. Oreodera sericata ingår i släktet Oreodera och familjen långhorningar. Inga underarter finns listade i Catalogue of Life.